# ريتشارد باتلر
ريتشارد باتلر (بالإنجليزية: Richard Butler)‏ هو فلاح وسياسي بريطاني وأسترالي (وحمل سابقاً جنسية المملكة المتحدة لبريطانيا العظمى وأيرلندا)، ولد في 3 ديسمبر 1850 في المملكة المتحدة، وتوفي في 28 أبريل 1925 في أستراليا.

## مناصب
- انتخب وزير الزراعة (19 ديسمبر 1918 – 7 مايو 1919).
- انتخب وزير مالية جنوب أستراليا [الإنجليزية]‏ (14 يوليو 1917 – 7 مايو 1919).
- انتخب Minister of Lands ‏ (19 نوفمبر 1914 – 3 أبريل 1915).
- انتخب Minister of Marine ‏ (17 فبراير 1912 – 3 أبريل 1915).
- انتخب Commissioner of Public Works (South Australia) [الإنجليزية]‏ (17 فبراير 1912 – 19 نوفمبر 1914).
- انتخب Minister Controlling Northern Territory ‏ (17 فبراير 1912 – 3 يونيو 1910).
- انتخب وزير مالية جنوب أستراليا [الإنجليزية]‏ (22 ديسمبر 1909 – 3 يونيو 1910).
- انتخب Minister of Lands ‏ (1 مارس 1905 – 26 يوليو 1905).
- انتخب وزير مالية جنوب أستراليا [الإنجليزية]‏ (15 مايو 1901 – 26 يوليو 1905).
- انتخب وزير التعليم (13 أبريل 1898 – 1 ديسمبر 1899).
- انتخب وزير الزراعة (13 أبريل 1898 – 1 ديسمبر 1899).
- انتخب عضو مجلس النواب جنوب أستراليا من الجمعية عن دائرة Electoral district of Barossa [الإنجليزية]‏ وقد انضم خلال فترته النيابية (3 مايو 1902 – 4 أبريل 1924) للكتلة البرلمانية مستقل.
- انتخب عضو مجلس النواب جنوب أستراليا من الجمعية عن دائرة Electoral district of Yatala [الإنجليزية]‏ وقد انضم خلال فترته النيابية (13 أغسطس 1890 – 2 مايو 1902) للكتلة البرلمانية مستقل.
- انتخب Speaker of the South Australian House of Assembly ‏ (21 يوليو 1921 – 4 مايو 1924).
- انتخب رئيس وزراء جنوب أستراليا ‏ (1 مارس 1905 – 26 يوليو 1905).